# Sybra longicollis
Sybra longicollis är en skalbaggsart som beskrevs av Stefan von Breuning 1968. Sybra longicollis ingår i släktet Sybra och familjen långhorningar.
Artens utbredningsområde är Laos. Inga underarter finns listade i Catalogue of Life.